# 887 Alinda
887 Alinda eller 1918 DB är en asteroid som korsar planeten Mars omloppsbana, den upptäcktes 3 januari 1918 av den tyske astronomen Max Wolf i Heidelberg. Asteroiden har fått sitt namn efter en antik stad i Karien.
1974 var asteroiden som närmast 20 miljoner kilometer från jorden och kommer 2025 att komma så nära som 0,0821 AU (12,28 miljoner kilometer).[Uppdatering behövs]

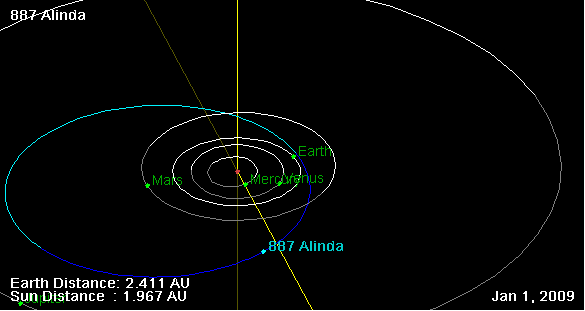
887 Alindas bana i solsystemet.